# ميرباكا
ميرباكا أو أييا تريادا (باليونانية: Αγία Τριάδα)‏ هي مدينة في أرغوليس في إقليم وسط اليونان في اليونان.
يبلغ عدد سكانها حوالي 1230 نسمة.